# 경영전략론
경영전략론(經營戰略論)은 경영학의 기능적 분야인 경영관리의 한 영역으로, 기업의 경영 전략을 연구하는 학문 분야이다.
현대에는 기술혁신 및 치열한 마케팅(marketing) 경쟁 등으로 말미암아 기업환경은 격심하게 변화하고 있다. 이와 같은 환경 속에서 기업의 현재 사업은 제품(製品)의 진부화(陳腐化) 및 수요(需要)의 포화화(飽和化)에 의해 항상 위협을 받고 있다. 여기에 전략적 의사결정이 필요하게 된다. 가령 경영목표로서 자기자본 이익률 20%가 제시된다면 이는 기업이 달성하여야 할 일정한 업적수준을 표시하는 것일 따름이며 기업이 현실적으로 무엇을 행하여야 하느냐 즉 일정한 환경하에서 기업이 수행하여야 할 사업활동이 무엇인가를 제시해 주지는 않는다.
이와 같이 일정한 환경하에서 기업이 성장해 나가기 위해 기업이 수행하여야 할 사업활동을 명확히 하는 것이 경영전략(經營戰略, business strategy)의 과제가 된다. 경영전략은 항상 기업의 성장행동과 기업 내외의 환경변화에서 적응성이라는 2가지 개념을 내포한다. 그리고 경영전략은 기업에 대하여 새로운 성장 기회의 탐구와 창조를 위하여 방향제시와 주의의 집중을 가능하게 하는 의의를 갖는다. 또 그것은 기업의 전략적 경영계획의 내용을 이루는 개별계획안을 평가하고 선택하는 기능도 가진다.
경영전략의 내용으로는 기존제품의 개선이나 폐제(廢除) 및 신제품 추가 등을 통한 제품구성의 변화와 같은 제품전략, 신규분야에 진출함으로써 업종을 변경하거나 추가하는 다각화전략, 경영구조를 변혁하는 투자전략, 계열화(系列化)·집단화(集團化)·자본제휴(資本提携)·기술제휴 및 인사교류, 관계회사와의 관련체제의 강화, 매수·합동 및 해외진출 등 경영혁신을 초래케 하는 전략들을 들 수 있다. 그런데 경영전략은 개별적 또는 부문적으로 전개되어서는 안 되고 모든 전략이 통합된 전략적 구상하에 체계화되어서 전개되어야 한다.

## 같이 보기
- 기업전략